# Supertaça Portuguesa de Futsal de 2019
A Supertaça Portuguesa de Futsal de 2019 foi a 22.ª edição da Supertaça Portuguesa de Futsal.
Opôs o campeão nacional SL Benfica, enquanto vencedor da Liga Sport Zone de 2018–19, ao vencedor da Taça de Portugal de Futsal de 2018–19, o Sporting CP.
A partida foi disputada a 30 de agosto de 2019 no Palácio dos Desportos de Torres Novas. O Sporting venceu o troféu ao derrotar o Benfica por 6-2, conquistando assim a 9.ª Supertaça do seu palmarés.

## Partida
| 30 de agosto de 2019 | Sport Lisboa e Benfica     | 2 – 6 | Sporting Clube de Portugal                                               | Palácio dos Desportos de Torres Novas |
| 20h45                | Fits 36' · Fernandinho 38' |       | Taynan 1' · Rocha 3' 24' · Chaguinha 21' · Cardinal 26' · João Matos 37' | Árbitro: Rúben Santos                 |

## Campeão
| Supertaça Portuguesa de Futsal de 2019 |
| -------------------------------------- |
|                                        |
| Sporting Clube de Portugal 9° Título   |